# Lista de bispos portugueses ordenados no século XII
Esta é uma lista de bispos católicos portugueses ordenados no século XII. Entre os prelados portugueses cuja ordenação episcopal decorreu no século XII estão 4 Arcebispos.

## Arcebispos
| Prelado           | Vida  | Título                    | Carreira                                                     |
| ----------------- | ----- | ------------------------- | ------------------------------------------------------------ |
| D. Paio Mendes    | –1137 | Arcebispo Primaz de Braga | 1118–1137 Arcebispo Primaz de Braga                          |
| D. João Peculiar  | –1175 | Arcebispo Primaz de Braga | 1136–1138 Bispo do Porto 1138–1175 Arcebispo Primaz de Braga |
| D. Godinho        | –1188 | Arcebispo Primaz de Braga | 1175–1188 Arcebispo Primaz de Braga                          |
| D. Martinho Peres | –1209 | Arcebispo Primaz de Braga | 1189–1209 Arcebispo Primaz de Braga                          |

## Bispos Diocesanos
| Prelado           | Vida  | Título          | Carreira                  |
| ----------------- | ----- | --------------- | ------------------------- |
| D. Mendo          | –1173 | Bispo de Lamego | 1147–1173 Bispo de Lamego |
| D. Álvaro         | –1184 | Bispo de Lisboa | 1166–1184 Bispo de Lisboa |
| D. Godinho Afonso | –1189 | Bispo de Lamego | 1174–1189 Bispo de Lamego |
| D. Soeiro Anes    | –1210 | Bispo de Lisboa | 1185–1210 Bispo de Lisboa |
| D. João           | –1196 | Bispo de Lamego | 1190–1196 Bispo de Lamego |
| D. Pedro Mendes   |       | Bispo de Lamego | 1196–1209 Bispo de Lamego |

## Bispos Estrangeiros em Dioceses Portuguesas
| Prelado              | Vida  | Título          | Carreira                  |
| -------------------- | ----- | --------------- | ------------------------- |
| Gilberto de Hastings | –1166 | Bispo de Lisboa | 1148–1166 Bispo de Lisboa |